# Championnat de France de football de deuxième division 1958-1959
Navigation
Division Interrégionale 1957-1958 Division Interrégionale 1959-1960
Le Championnat de France de football D2 1958-1959 avec une poule unique de 20 clubs, voit l’attribution du titre au Havre AC, qui accède à la première division en compagnie du Stade français, du SC Toulon et des Girondins de Bordeaux.

## Les 20 clubs participants
| - AS Aix - RCFC Besançon - AS Béziers - Girondins de Bordeaux - AS Cannes - US Forbach - FC Grenoble - Le Havre AC - FC Metz - SO Montpellier | - FC Nantes - CA Paris - Stade français - Perpignan FC - Red Star Olympique - RC Roubaix - FC Rouen - FC Sète - SC Toulon - AS Troyes |

## Classement final
| #  | Club                  | Joués | V  | N  | D  | bp:bc | +/- | Points |
| -- | --------------------- | ----- | -- | -- | -- | ----- | --- | ------ |
| 1  | Le Havre AC           | 38    | 24 | 7  | 7  | 93-40 | +53 | 55     |
| 2  | Stade français        | 38    | 21 | 10 | 7  | 86-46 | +40 | 52     |
| 3  | SC Toulon             | 38    | 17 | 10 | 11 | 82-63 | +19 | 44     |
| 4  | Girondins de Bordeaux | 38    | 17 | 10 | 11 | 69-56 | +13 | 44     |
| 5  | FC Grenoble           | 38    | 18 | 6  | 14 | 65-51 | +14 | 42     |
| 6  | FC Metz               | 38    | 13 | 15 | 10 | 49-50 | -1  | 41     |
| 7  | RCFC Besançon         | 38    | 14 | 12 | 12 | 69-54 | +15 | 40     |
| 8  | FC Sète               | 38    | 17 | 6  | 15 | 44-57 | -13 | 40     |
| 9  | SO Montpellier        | 38    | 16 | 7  | 15 | 64-55 | +9  | 39     |
| 10 | AS Béziers            | 38    | 13 | 12 | 13 | 58-54 | +4  | 38     |
| 11 | US Forbach            | 38    | 16 | 6  | 16 | 60-64 | -4  | 38     |
| 12 | FC Rouen              | 38    | 14 | 9  | 15 | 74-59 | +15 | 37     |
| 13 | AS Troyes             | 38    | 13 | 11 | 14 | 49-51 | -2  | 37     |
| 14 | FC Nantes             | 38    | 13 | 9  | 16 | 49-59 | -10 | 35     |
| 15 | Perpignan FC          | 38    | 11 | 13 | 14 | 42-58 | -16 | 35     |
| 16 | CO Roubaix-Tourcoing  | 38    | 11 | 12 | 15 | 57-63 | -6  | 34     |
| 17 | AS Cannes             | 38    | 10 | 12 | 16 | 50-64 | -14 | 32     |
| 18 | AS Aix                | 38    | 11 | 6  | 21 | 49-74 | -25 | 28     |
| 19 | Red Star Olympique    | 38    | 9  | 8  | 21 | 34-72 | -38 | 26     |
| 20 | CA Paris              | 38    | 7  | 9  | 22 | 34-87 | -53 | 23     |

# position ; V victoires ; N match nuls ; D défaites ; bp:bc buts pour et buts contre
 Victoire à 2 points

## À l’issue de ce championnat
- Le Havre AC, le Stade français, le SC Toulon, et les Girondins de Bordeaux sont promus en championnat de première division.
- Équipes reléguées de la première division : le LOSC Lille Métropole, l'Olympique d'Alès, le FC Nancy, et enfin l’Olympique de Marseille.
- L’équipe du Perpignan FC reprend le statut amateur, et abandonne la deuxième division à l’issue de la saison.
- Équipe promue du championnat amateur de division inférieure : l'US Boulogne.